# Biopolímero

A celulose é um biopolímero.

Biopolímeros são polímeros produzidos por seres vivos; os polímeros são compostos por unidades monoméricas. São exemplos de biopolímeros biossintetizados por organismos vivos: celulose, amido, quitina (formados pela ligação de açucares);  proteínas, péptidos (formados pela ligação de aminoácidos); ADN e ARN (formados pela ligação de nucleotídeos). Biopolímeros, também podem ser sintetizados quimicamente a partir de materiais biológicos.
Devido a sua decomposição ser mais rápida, em condições favoráveis, os biopolímeros são uma das principais alternativas aos materiais plásticos derivados do petróleo. Muitos estudos estão ocorrendo na área a fim de viabilizar seu uso como produto final em diversas aplicações, pois essa classe de polímeros apresenta um grande potencial de substituição para os polímeros obtidos a partir de fontes fosseis. Exemplo de biopolímeros são: amido, o poli (ácido lático) – PLA, o polihidroxibutirato – PHB, e o poIihidroxibutirato-co-polihdroxihexanoato – PHBHx.

## Aplicações

### Capinha de celular
Substituição de capinhas a base de TPU por capinhas a base de biopolímeros fabricados através de amido e seus impactos voltados a decomposição e propriedades mecânicas. As capinhas de celulares se popularizaram em meados de 2014, com a popularização do smartphone. Desde então a tendência tem aumentado cada vez mais, assim como os problemas ambientais advindos das mesmas. Para a fabricação das capinhas de celular é utilizado normalmente polímeros termorrígidos, que são prejudiciais ao meio ambiente, como o exemplo do TPU. Atualmente são descartadas de 1 a 2 bilhões de capinhas de celulares, muito desse dado é adivinho do fato de o tempo de utilização de uma capinha normalmente não ultrapassa dois anos. Fazendo com que essas sejam descartadas e acabem indo para lixões ou até mesma descartada em oceanos.

#### PLA + Amido
O PLA ( Ácido Polilático) é um acido orgânico produzido através de origem biológica, que é obtido através de recursos renováveis. Esse misturado, ao amido torna possível a obtenção de um biopolímero com propriedades compatíveis ao TPU para ser utilizado na fabricação de capinhas de celular. Sendo possível, ir substituindo gradativamente a utilização de TPU no processo de fabricação de capinhas para futuramente os problemas ambientais sejam amenizados.

#### Propriedades Mecânicas
O amido acrescentado a matriz polimérica do PLA trás propriedades mecânicas, que interferem na resistência do material, mensurado principalmente pelo Módulo de Young . Fazendo com que o mesmo fique com uma maior tenacidade e com propriedades que tornam viável sua utilização em capinhas de celular, para que a mesma proteja com eficiência